# Вулькенцин
Вулькенцин (нім. Wulkenzin) — громада в Німеччині, розташована в землі Мекленбург-Передня Померанія. Входить до складу району Мекленбургіше-Зенплатте. Складова частина об'єднання громад Неферін.
Площа — 21,55 км2. Населення становить 1525 ос. (станом на 31 грудня 2020).